# 도쿄급행
도쿄급행(일본어: 東京急行, Tokyo Express)는 소련(나중에 러시아) 군용 항공기가 일본을 통과하는 정기 비행을 가리키는 용어이다. 때로는 일본 영공을 침범하는 경우도 있으며 일본 항공자위대 전투기에 의해 요격되는 경우도 많다.
냉전 기간 동안 비행은 일본해 쪽을 따라 이루어지는 경향이 있었다. 냉전 기간 동안 투폴레프 Tu-16, 투폴레프 Tu-95 및 미야시셰프 M-4(Myasishchev M-4) 항공기가 사용되었다. 이것들 중 일부는 베트남 남부의 캄란 기지를 오가는 중이었다. 소련은 1979년부터 이 기지를 사용하기 시작했다.
냉전이 끝난 후 러시아는 항공편을 대폭 줄이고 캄란(Cam Ranh) 기지 사용을 중단했다. 그러나 2007년부터 러시아는 정기 항공편을 다시 시작했으며 현재는 일본의 태평양 쪽에서 자주 운항되고 있다. 이 두 번째 반복 시기에는 투폴레프 Tu-22M, 투폴레프 Tu-95 및 투폴레프 Tu-142 항공기가 사용된다. 2015년부터 러시아 항공기는 태평양에서 폭격기 비행을 지원하기 위해 Il-78 유조선을 포함하여 캄란 기지를 다시 사용하기 시작했다.
2019년부터 중국 인민해방군 공군도 이 작전에 합류해 주로 시안 H-6과 선양 J-16을 이용해 러시아 함대와 함께 비행했다.